# Karl E. Schedl
Karl Eduard Schedl (* 17. Januar 1898 in Lienz, Osttirol; † 18. Mai 1979 ebenda) war ein österreichischer Zoologe und Forstwissenschaftler. Der Forstentomologe erlangte internationale Bekanntheit als einer der führenden Spezialisten für Borkenkäfer. Er baute eine der bedeutendsten Borkenkäfersammlungen der Welt auf. Sein Sohn ist der Innsbrucker Zoologe Wolfgang Schedl.

## Leben
Karl E. Schedl besuchte in Lienz die Volksschule, wechselte dann an die Oberrealschule in Marburg an der Drau. Von 1915 bis 1918 nahm er am Ersten Weltkrieg teil, und zwar als Kaiserschütze des K.k. Landesschützenregiments Innichen zunächst in Südtirol, 1917/18 an der Südostfront. Nach Kriegsende begann Schedl das Studium der Forstwissenschaften an der Hochschule für Bodenkultur in Wien, das er 1921 als Diplom-Ingenieur abschloss.
Am 16. November 1922 heiratete er in Wien Hertha M. Tretzmüller. Seine forstliche Laufbahn begann Schedl als Forsteinrichter in Hopfgarten in Defereggen (Osttirol). Anschließend leitete er fünf Jahre lang den Forstbetrieb der Güter Mayr-Melnhof in Göss in der Steiermark. Diese Tätigkeit war auch mit der Borkenkäferbekämpfung im Raum Göss-Schladnitz verbunden. Dabei fand Schedl sein künftiges berufliches Betätigungsfeld: Die Forstentomologie.
Von 1926 bis 1932 ging er nach Kanada, wo er als Entomologe beim Entomological Branch des Department of Agriculture arbeitete, zunächst im Parasiten-Laboratorium in Chatham (Ontario), dann bei der ersten Flugzeugbekämpfung von Forstschädlingen. Diese Erfahrungen verarbeitete er in seiner Dissertation Quantitative Freilandsuntersuchungen über drei neue Kiefernblattwespen Kanadas einschließlich einer Kritik über Freilandversuchsmethoden im allgemeinen und einer prinzipiellen Besprechung quantitativer Untersuchungsmethoden im besonderen, mit der er 1933 an der Hochschule für Bodenkultur in Wien promovierte. Anschließend wechselte er nach München, wo er sich 1934 an der Universität habilitierte. In dieser Zeit richtete er zudem ein Laboratorium bei Magdeburg ein.
Von 1936 bis 1939 wirkte er als Dozent für Forstliche Entomologie und Forstschutz an der Forstlichen Hochschule Hann. Münden. 1939 folgte er dem Ruf an die Forstliche Hochschule Eberswalde, wo er zum Professor ernannt wurde. Doch der Zweite Weltkrieg entriss Schedl alsbald diesem neuen Wirkungskreis, und von  1940 bis 1945 leistete er erneut Kriegsdienst, kam später in Kriegsgefangenschaft.
Nach der Entlassung aus der Gefangenschaft kehrte Schedl in seine österreichische Heimat zurück, wo er von 1947 bis 1949 zunächst eine Nonnen-Waldstation in der Obersteiermark leitete. Daraus entstand die Schrift Erfahrungen und Beobachtungen anlässlich der Nonnengradation in der Steiermark in den Jahren 1946 bis 1948 (1949). Anschließend leitete Schedl bis zum Eintritt in den Ruhestand Ende 1963 das Institut für Entomologie, das als Außenstelle in Kärnten beziehungsweise Osttirol erst in Bodensdorf am Ossiacher See, ab 1954 dann in Lienz angesiedelt und für die Forstschutzberatung in Kärnten, Osttirol und Steiermark verantwortlich war. Der Entomologe kehrte somit aus beruflichen Gründen in seinen Geburtsort zurück. Dort starb Prof. Dipl.-Ing. Dr. Karl Eduard Schedl am 18. Mai 1979.

## Leistungen
Karl E. Schedl war einer der weltweit führenden Spezialisten für Borken- und Ambrosiakäfer, an deren Morphologie, Anatomie, Systematik und Biologie er mehr als vier Jahrzehnte intensiv forschte. Darin bezog er nicht nur europäische, sondern unter anderem auch afrikanische Arten mit ein und trug eine der international bedeutendsten Sammlungen dieser Käfer zusammen. Die „Sammlung Schedl“ ist wichtiger Bestandteil der wissenschaftlichen Sammlungen des Naturhistorischen Museums in Wien.
Nicht nur zu Borkenkäfern, sondern auch zu solch bedeutenden Forstinsekten wie dem Schwammspinner, dem Kleinen Fichtennadelwickler, dem Fichtennestwickler, der Kleinen Fichtenblattwespe und Tannentriebwicklern legte er Monographien vor. Insgesamt verfasste Schedl rund 300 Veröffentlichungen.

## Schriften
- Quantitative Freilandsuntersuchungen über drei neue Kiefernblattwespen Kanadas einschließlich einer Kritik über Freilandversuchsmethoden im allgemeinen und einer prinzipiellen Besprechung quantitativer Untersuchungsmethoden im besonderen, Dissertationsschrift, Wien 1933
- Der Schwammspinner (Porthetria dispar L.) in Euroasien, Afrika und Neuengland, Zeitschrift für angewandte Entomologie (Band 22), Beiheft Monographien zur angewandten Entomologie (Nr. 12), Berlin 1936
- Erfahrungen und Beobachtungen anlässlich der Nonnengradation in der Steiermark in den Jahren 1946 bis 1948, Klagenfurt 1949
- zusammen mit Charlotte Schedl: Der Fichtennestwickler (Epiblema tedella Cl.). Klagenfurt 1951
- Die kleine Fichtenblattwespe (Lygaeonematus pini Retz.). Verbunden mit einem Bericht über die in Kärnten in den Jahren 1950/51 aufgetretenen Forstschäden und deren Bekämpfung, Mariabrunn 1953
- Der kleine Fichtennadelwickler (Asthenia pygmaeana Hb.) in Südtirol, Region Trentino – Tiroler Etschland, Amt für Statistik und Studien (Heft 1), Trento 1957
- zusammen mit Harald und Hakan Lindberg: Coleoptera insularum Canariensium. Teil: 2.: Scolytidae, Entomologische Ergebnisse der finnischen Kanaren-Expedition 1947–51 (Band 18)/Commentationes biologicae; Societas scientiarum Fennica (Nr. 20), Kopenhagen 1959
- Chapuis Platypodidae. Eine Revision mit Ergänzungen. 184. Beitrag zur Morphologie und Systematik der Scolytoidea, Mémoires; Institut Royal des sciences naturelles de Belgique (Nr. 62), Brüssel 1960
- Forstentomologische Beiträge aus Belgisch-Kongo, Mitteilungen der Forstlichen Bundes-Versuchsanstalt Mariabrunn (Heft 61), Wien 1961
- Über einige Tannentriebwickler in der Provinz Bozen, Region Trentino – Tiroler Etschland, Amt für Statistik und Studien (Band 2), Trento 1963
- Neue Scolytidae und Platypodidae aus Afrika. 278. Beitrag zur Morphologie und Systematik der Scolytoidea, Opuscula zoologica (Nr. 119), München 1971
- Monographie der Familie Platypodidae Coleoptera, Den Haag 1972 (ISBN 90-6193-255-6)
- Die Scolytidae und Platypodidae Madagaskars und einiger naheliegender Inselgruppen. 303. Beitrag zur Morphologie und Systematik der Scolytoidea [The Scolytidae and Platypodidae of Madagascar and some of the neighbouring island groups; Les Scolytidae et Platypodidae de Madagascar et de quelques groupes d'îles avoisinants], Mitteilungen der Forstlichen Bundes-Versuchsanstalt Wien (Heft 119), Wien 1977
- Kataloge der wissenschaftlichen Sammlungen des Naturhistorischen Museums in Wien. Band 1: Entomologie (Heft 1): Die Typen der Sammlung Schedl Familie Platypodidae (Coleoptera), Wien 1978
- Kataloge der wissenschaftlichen Sammlungen des Naturhistorischen Museums in Wien. Band 3: Entomologie (Heft 2): Die Typen der Sammlung Schedl Familie Scolytidae (Coleoptera), Wien 1979
- als Bearbeiter: Catalogus faunae Austriae. Teil 15: Insecta, Insekten. Coleoptera, Familien Scolytidae und Platypodidae. Wien 1980 (ISBN 3-7001-0327-1)